# 1952 en boxe anglaise
| Années de la boxe anglaise : 1949 - 1950 - 1951 - 1952 - 1953 - 1954 - 1955    |
| Décennies de la boxe anglaise : 1920 - 1930 - 1940 - 1950 - 1960 - 1970 - 1980 |

Cet article présente les faits marquants de l’année 1952 en boxe anglaise.

## Évènements

### Jeux olympiques
- Boxe aux Jeux olympiques d'été de 1952